# Moudar Badrane
Pour les articles homonymes, voir Badrane.
Moudar Badran (en arabe : مضر بدران), né le 18 janvier 1934 à Jerash (Transjordanie) et mort le 22 avril 2023, est un homme politique jordanien. 
Il a été Premier ministre à trois reprises entre 1976 et 1991.

## Biographie
Diplômé en droit et Finances publiques de l'Université de Damas (1956), il a d'abord été juge du tribunal militaire de l'Armée de Jordanie, avant d'être nommé en 1965 Directeur adjoint des services secrets et Directeur du Renseignement en 1968. De 1973 à 1974, il a été Ministre de la Culture puis du 13 janvier 1976 au 19 décembre 1979 Ministre des Affaires Étrangères, fonctions cumulées avec celles de Premier Ministre et de Ministre de la Défense. Il a été appelé ensuite au gouvernement du 28 août 1980 au 10 janvier 1984 puis du 4 décembre 1989 au 19 juin 1991.

### Famille
Il a été marié et a eu cinq enfants. Son frère, Adnan Badran, a aussi été Premier ministre de la Jordanie.